# Jean-Paul Couturier
Pour les articles homonymes, voir Couturier.
Jean-Paul Couturier, né le 12 février 1943 à Lyon (Rhône), mort le 12 avril 2002 à Paris 13e, est un réalisateur et dessinateur français. Il fait partie de l'équipe des créateurs des Shadoks.

## Biographie et carrière
Fils d'ouvrier, il naît à Lyon de parents limousins, puis passe son enfance dans le 13e arrondissement de Paris. À l'issue d'études brillantes, il obtient le diplôme de l'IDHEC. 
Il s'oriente alors vers la réalisation cinématographique et le dessin. Ces deux talents lui permettent d'être choisi par le producteur Jacques Rouxel comme assistant réalisateur et dessinateur de la série télévisée d'animation Les Shadoks, dont les trois premières saisons seront diffusées sur la première chaîne de l'ORTF entre le 29 avril 1968 et 1973, et la quatrième saison, produite par AAA, sur Canal+ à partir de janvier 2000,.

### Cofondateur d'AAA
En 1973, il s'associe, en tant que réalisateur, avec Jacques Rouxel, auteur-réalisateur, et son épouse Marcelle Ponti-Rouxel, productrice, pour fonder Animation Art Graphique Audiovisuel (AAA), société de production audiovisuelle spécialisée dans le cinéma d'animation,. Son activité couvre les domaines suivants : la production de séries en dessins animés, de courts-métrages (fiction et animation), de films institutionnels et de documentaires. En 2007, son catalogue comprenait 135 films courts (publicités et films de commande inclus), 14 documentaires, 23 séries et un long-métrage d'animation. Plusieurs de ses œuvres ont reçu des récompenses aux festivals d'Annecy, de Biarritz, de Tahiti, de Guadeloupe, aux Étoiles de la SCAM, ainsi que trois Césars du meilleur court-métrage,,.

## Œuvres (sélection)
1972 : La communication dans l'entreprise (réalisateur)
1971 : Idées à suivre (réalisateur)
1968 à 1973 : Les Shadoks, trois premières saisons, ORTF (dessinateur, assistant réalisateur)

### Filmographie chez AAA
2019 : Les Shadoks, DVD édition intégrale, INA, Canal+ (réalisateur)
2000 : Les Shadoks, quatrième saison, Canal+ (dessinateur, réalisateur)
1978 : Magazine Mairie de Paris Informations (auteur, réalisateur)
1977 : Les femmes s'en mêlent (auteur, réalisateur)
1976 : Vie publique (auteur, réalisateur)
1976 : Cartes en mains (auteur, réalisateur)
1975 : Gaz et sécurité (auteur, réalisateur)
1975 : Venus d'ailleurs (auteur, réalisateur)
1975 : The boss (réalisateur)
1975 : Vivre avec son temps (réalisateur)

## Hommages et postérité
- Fidèle au 13e arrondissement de Paris, il habite dans l'îlot du 122 au 126, avenue de Choisy. Dans son numéro du 11 septembre 2010, la Gazette du 13ème rappelle que Jean-Paul Couturier, « géant barbu, généreux et humoriste », y tenait table ouverte et rêvait d'en faire un « Écomusée du vieux Paris » ouvert à tous. En juillet 2002, trois mois après sa mort, une association se constitue sous l'appellation Les amis de Jean-Paul Couturier pour perpétuer sa mémoire en organisant des évènements festifs, culturels ou conviviaux. En 2022, elle est toujours en activité[14],[15].
- En 2018, le 50e anniversaire de la création des Shadoks donne lieu, au musée Tomi-Ungerer – Centre international de l'illustration de Strasbourg, à une exposition de 250 dessins, story-boards et celluloïds réalisés notamment par Jean-Paul Couturier pour l'élaboration de ces films[16].
- En 2021, pour la 24e édition des Rendez-vous de l'histoire de Blois, sur le thème du travail, l'affiche sélectionnée s'est inspirée des dessins de Jean-Paul Couturier pour la célèbre série[17].

## Sitographie
- « Mais où sont les rêves d'antan ? : Un artiste trublion », sur lagazou.wordpress.com, La Gazette du 13e, 11 septembre 2010 (consulté le 11 juillet 2022). .